# Neotogaria saitonis
Neotogaria saitonis är en fjärilsart som beskrevs av Matsumura 1931. Neotogaria saitonis ingår i släktet Neotogaria och familjen sikelvingar. Inga underarter finns listade i Catalogue of Life.